# Gutspark Groß Glienicke
Der Gutspark Groß Glienicke ist ein ursprünglich zum Rittergut Groß Glienicke gehörender Landschaftspark am Nordende des Groß Glienicker Sees. Er wurde vermutlich 1847/48 als Gutspark des Herrenhauses angelegt. Dieses brannte 1945 ab. Seit dem 10. Dezember 2004 steht der Gutspark zusammen mit dem Potsdamer Tor, den Mauern, Brunnen sowie der Grabanlage der Familie von Wollank unter Denkmalschutz.

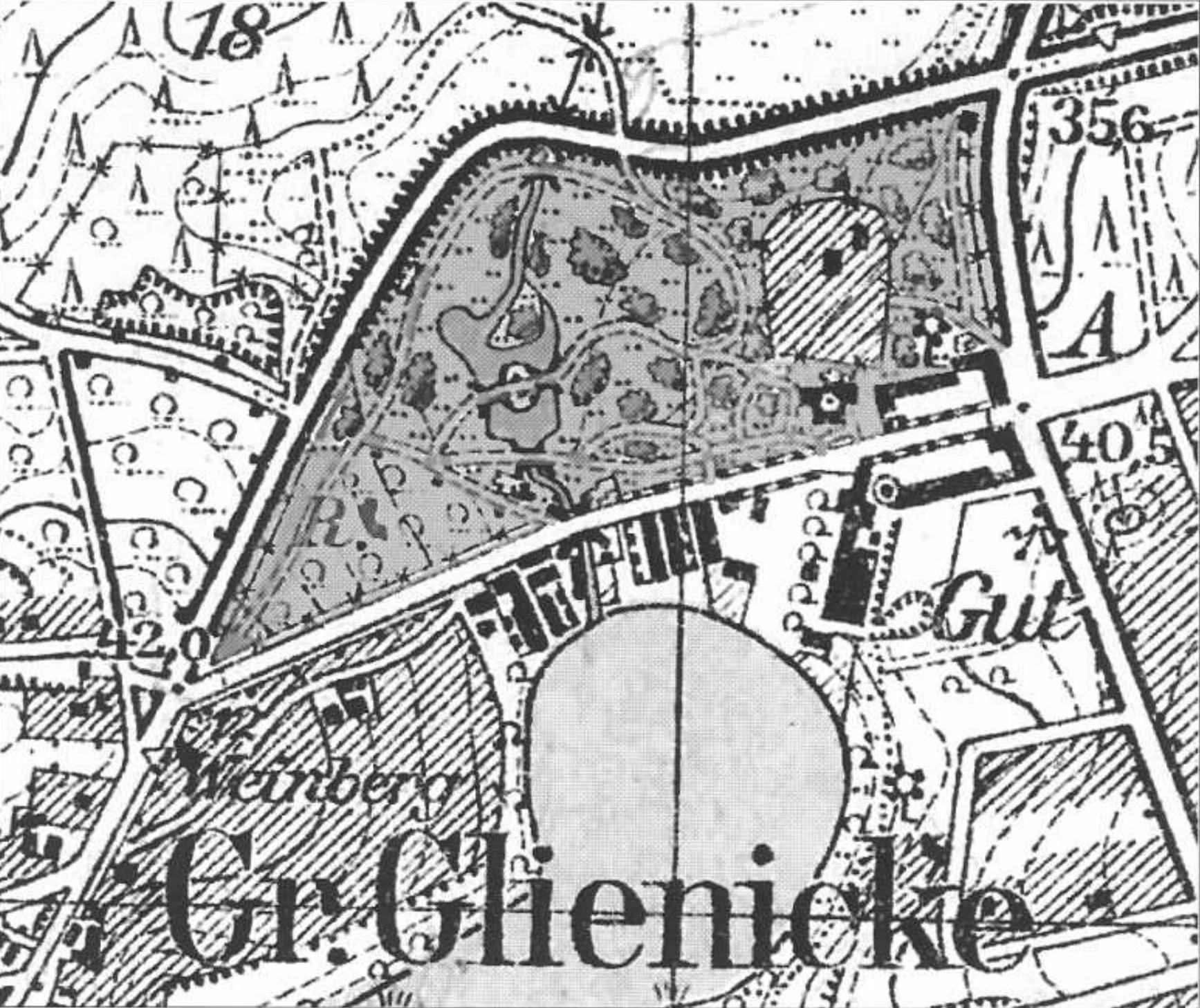
Kartendarstellung des Gutsparks, Ausschnitt aus der Topografischen Karte 1:25.000, Ausgabe 1936

## Geschichte
Mit Inbesitznahme des Rittergutes durch die Familie Landefeldt im Jahr 1836 wurde das Gut in mehreren Schritten ausgebaut. Unter Johann Heinrich Berger-Landefeldt entstand um 1847/48 gegenüber dem eigentlichen Rittergut ein Herrenhaus, das unter Ankauf weiterer Landflächen in einen Landschaftspark eingebettet wurde. Die Anlage des Parkes orientierte sich dabei an den topografischen Gegebenheiten: In Fortsetzung der glazialen Schmelzrinne, in der auch der Groß Glienicker See liegt, wurde der große Teich mit einer Insel angelegt, während der westliche und östliche Bereich des Parkes leicht erhöht liegen.
Der weiträumige Landschaftspark wurde von zwei langen Blickachsen durchzogen, von denen die erste vom Herrenhaus über den Teich bis zur Potsdamer Chaussee verlief. Die zweite und längere Sichtachse ging von der Neugierde neben dem Potsdamer Tor durch den gesamten Park bis zu einer weiteren Neugierde in Form eines Monopteros, die an der gegenüberliegenden Spitze im Nordosten der Anlage am Kreuzungspunkt der neu errichteten Potsdamer Chaussee mit dem Ritterfelddamm stand.
Der Park wurde durch lichte Wiesenbereiche und lockere Baumgruppen aus Nadel- und Laubgehölzen gegliedert. Die Uferkante des mit Seerosen bewachsenen Teiches wurde durch große Trauerweiden betont. Das Wegesystem erschloss hauptsächlich den westlichen Bereich des Parkes und führte mit mindestens fünf Brücken über den Teich und auf dessen Insel sowie über die
zu- bzw. ableitenden Gräben. Mit in das Wegesystem aufgenommen wurde ein ehemaliger, vermutlich aus dem 18. Jahrhundert stammender Weg.
1903 wurde das Potsdamer Tor aus Beton gefertigt, das mit seinem verdachten offenen dreibogigen Aufsatz eine formale Nähe zu Bodo Ebhardts Entwurf für eine Straßenbrücke über den Rhein bei Worms von 1895 erkennen lässt. Im westlichen Teil des Parkes ließ die Familie Wollank, die das Gut bereits 1890 erworben hatte, im Jahr 1917 ihr Familiengrab in Form einer halbrunden, aus acht dorischen Säulen bestehenden Kolonnade errichten, die sich in Richtung des Herrenhauses öffnete. Östlich der Grabanlage befindet sich ein aus Kalk-, Feld- und Ziegelsteinen errichteter Staffagebau in Form einer gotisierten Ruine, vor dessen Turm ein gemauerter Brunnen liegt.

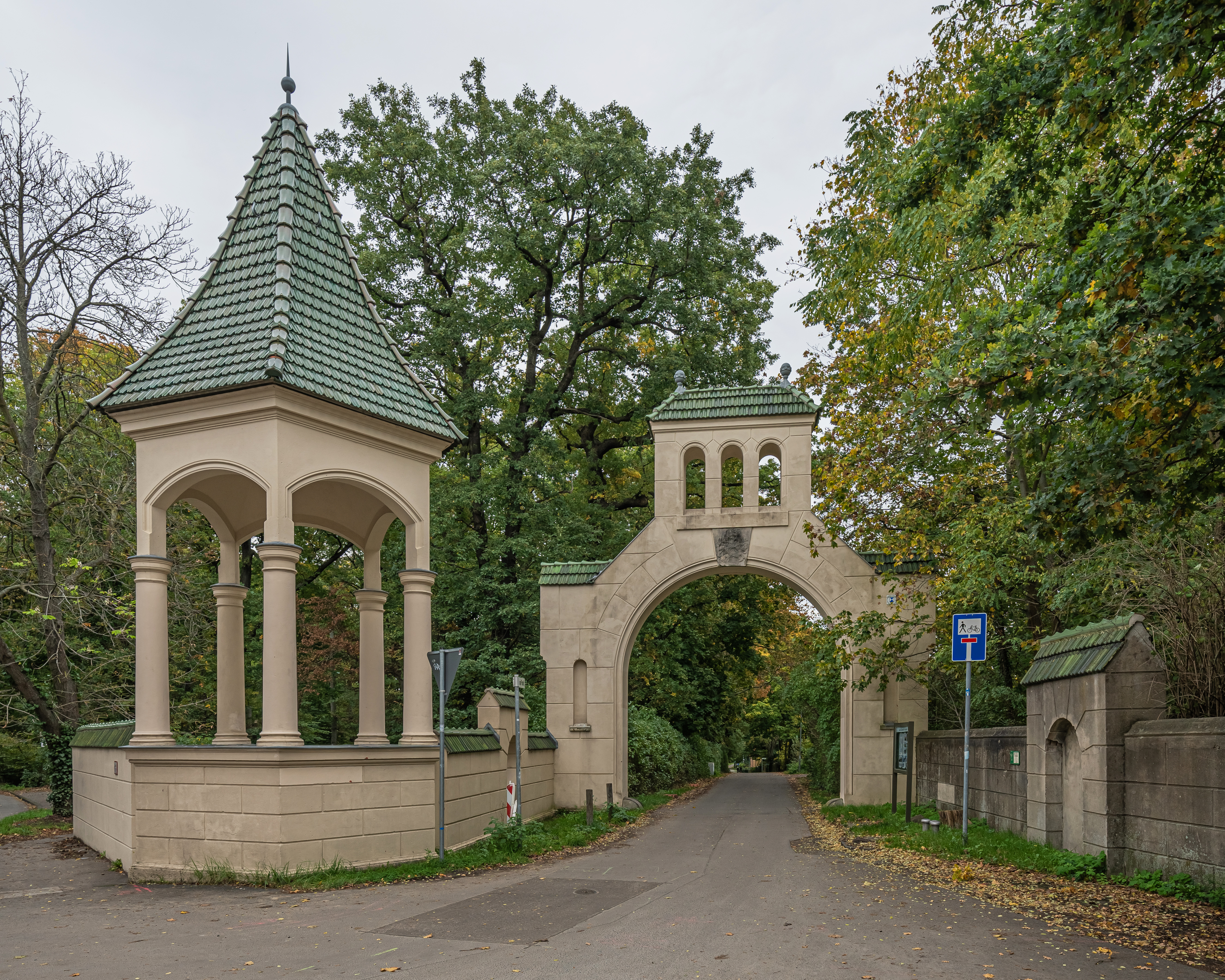
Potsdamer Tor am westlichen Zugang zum Gutspark
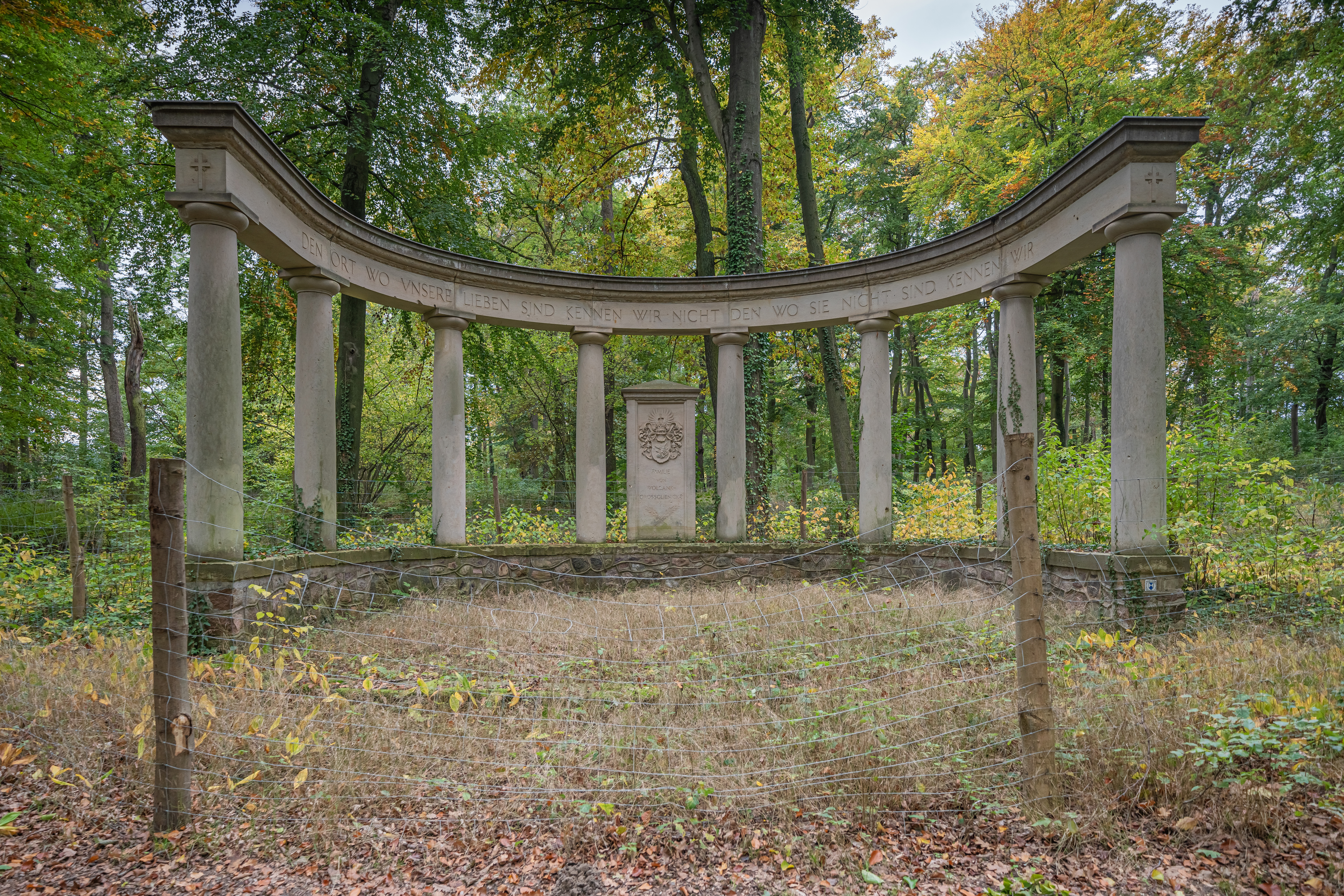
Grabanlage der Familie Wollank
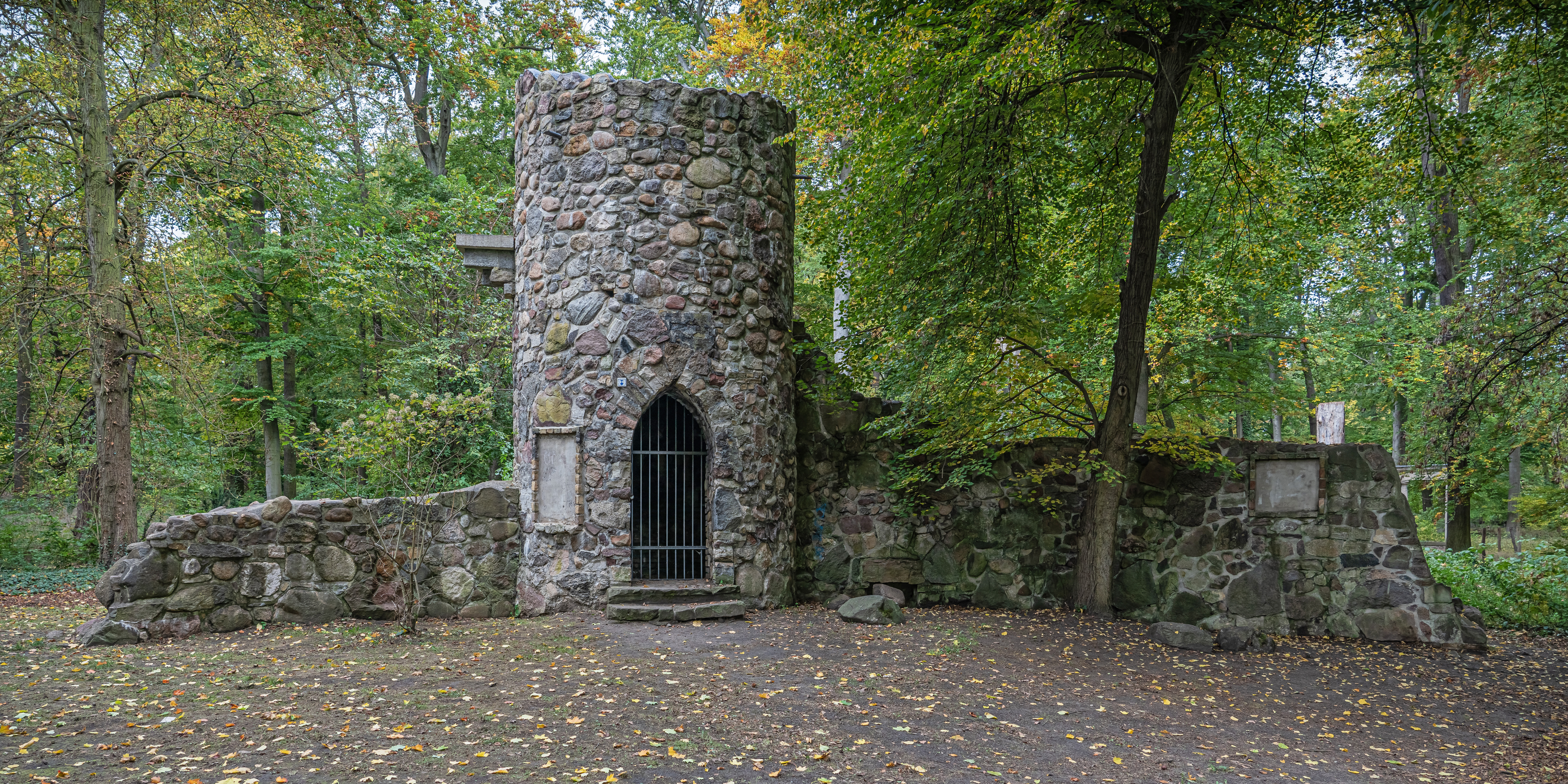
Staffagebau in Form einer gotisierten Ruine
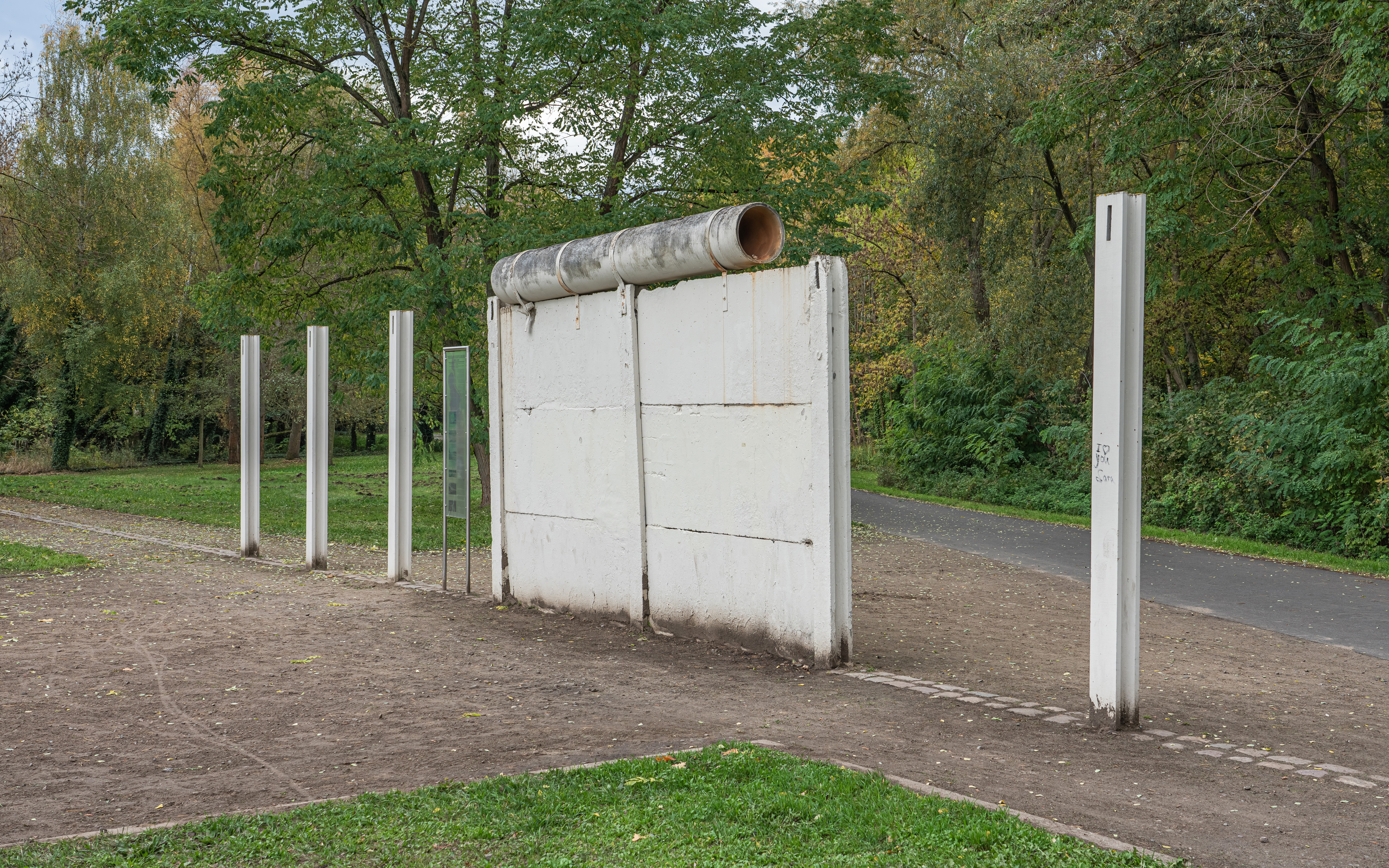
Mahnmal der ehemaligen Grenzanlagen am Groß Glienicker See
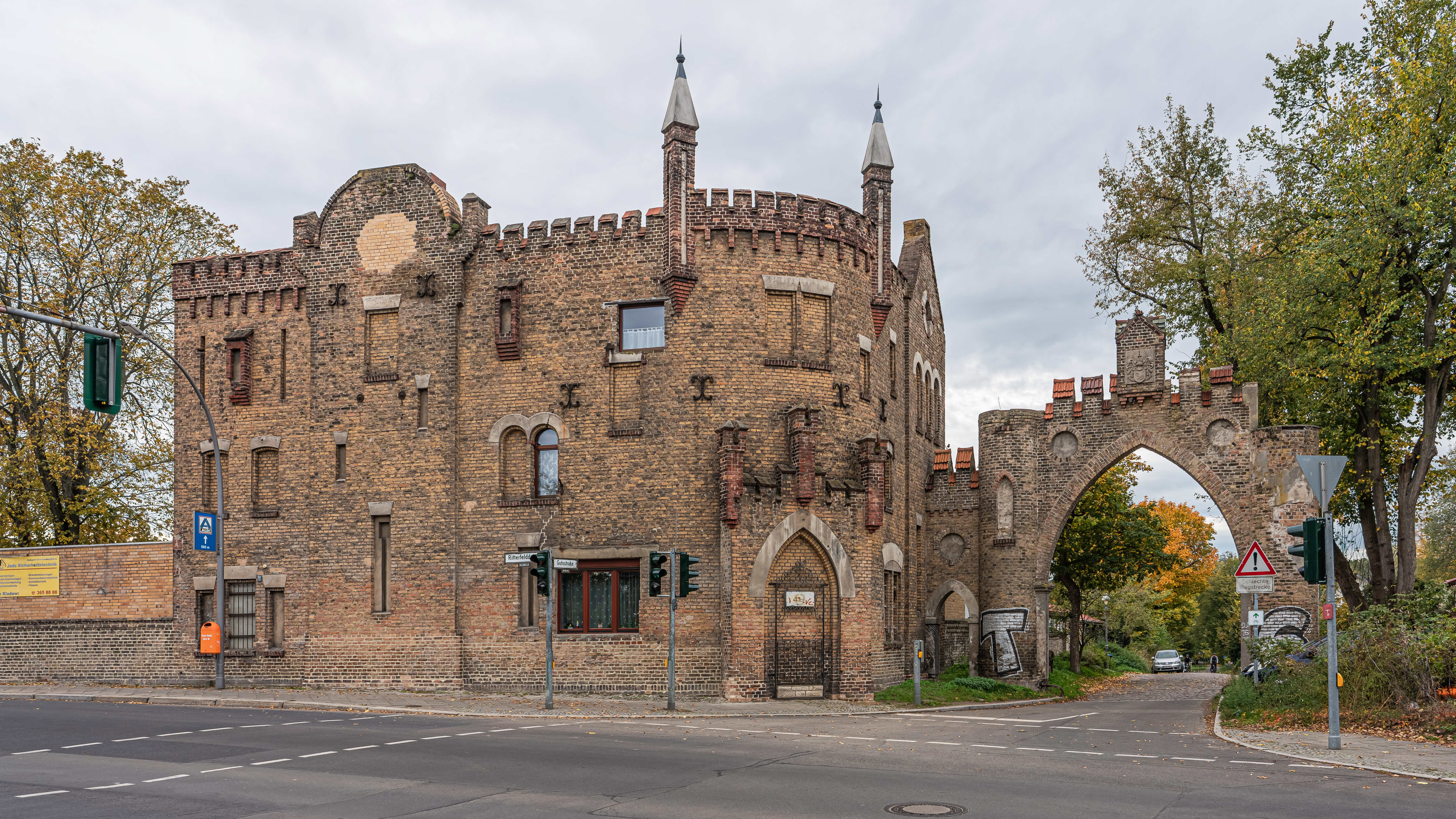
Spandauer Tor am östlichen Zugang zum Gutspark

Der Gutspark blieb in seiner ursprünglichen Form bis in die Nachkriegszeit vollständig erhalten. Durch die Grenzziehung und Anlage des Todesstreifens nach 1961 wurde der Park in zwei Teile getrennt und teilweise zerstört. Auf West-Berliner Seite entstand ein Dauercampingplatz, während der Baumbestand auf dem westlichen Gebiet der DDR innerhalb der Sperrzone über Jahrzehnte unangetastet blieb. Heute erinnert ein Teilstück der Mauer am Ufer des Groß Glienicker Sees an die Teilung.